# Grań Tatr Wysokich
Grań Tatr Wysokich – 32-kilometrowa grań rozpoczynająca się na przełęczy Liliowe, a kończąca się na Przełęczy pod Kopą.
Szczegółowy opis grani głównej wraz ze wszystkimi bocznymi graniami w artykułach:
- Grań Tatr Wysokich Liliowe – Rysy,
- Liptowskie Kopy,
- Główna grań odnogi Krywania,
- Grań Tatr Wysokich Rysy – Przełęcz pod Kopą.

Szczyty i przełęcze Tatr Wysokich wymieniono w kolejności ich występowania w grani głównej Tatr od Liliowego do Przełęczy pod Kopą. W miejscach, w których od grani głównej odchodzi grań boczna, opis zbacza na nią, a następnie wraca, by kontynuować od zwornika.
Przewagą tego sposobu opisu jest wzajemne powiązanie wymienionych obiektów topograficznych. Dzięki temu każdy z nich jest połączony ze swoimi następnikiem i poprzednikiem tak w terenie, jak i w tekście. Analogiczną metodę zastosował Witold Henryk Paryski w swoim 25-tomowym przewodniku po Tatrach – podstawowym materiale źródłowym dla zajmujących się topografią Tatr.